# 10e étape du Tour de France 1952

La 10e étape du Tour de France 1952 est arrivée pour la première fois au sommet de la station de ski de sports d'hiver de L'Alpe d'Huez, où le Tour de France, retransmis pour la première fois à la télévision, ne reviendra plus ensuite qu'un quart de siècle plus tard. C'est la première arrivée au sommet de l’histoire de la Grande Boucle. Elle est marquée la victoire de l'italien Fausto Coppi le 4 juillet 1952 au terme d'une longue étape de 266 km entre Lausanne et L'Alpe d'Huez, en France où  rien ne se passe avant la fin de l'étape, la Montée de l'Alpe d'Huez. 

## Parcours
Le parcours part de  Lausanne et part pour l'Isère, où il finit par l'ascension des 21 virages menant à la station de ski de sports d'hiver de L'Alpe d'Huez.

## Déroulement de l'étape
Jean Dotto et Raphaël Geminiani, de l'équipe de France, attaquent dès les premiers lacets, mais sans parvenir à creuser un écart significatif. Puis c'est le tour de Jean Robic et Fausto Coppi, alors qu’il reste les deux tiers de l’ascension, le second plaçant un nouveau démarrage, en solitaire cette fois, à 6 km du sommet, pour s’imposer à l'arrivée avec une minute 20 d’avance.
L'italien Fausto Coppi a effectué la Montée de l'Alpe d'Huez à une vitesse exceptionnelle pour l'époque, de 18,654 km/h, et il gagnera le Tour de France 1952, le second à son actif après celui de 1949, avec une avance record de 28 minutes 17 sur le deuxième, le Belge Stan Ockers,.
Il a remporté chacune des 3 étapes montagnardes de 1952, qui ont pour particularité d'être les trois premières arrivées en altitude de l'histoire du Tour de France, successivement à l’Alpe d’Huez, Sestrières et au Puy de Dôme, alors que jusque là les coureurs passaient seulement les cols.